# Phanxicô Xaviê Nguyễn Văn Sang
Phanxicô Xaviê Nguyễn Văn Sang (8 tháng 1 năm 1931 – 5 tháng 10 năm 2017) là một giám mục của Giáo hội Công giáo Rôma tại Việt Nam. Ông nguyên là Giám mục chính tòa Giáo phận Thái Bình, đảm nhận chức vụ này trong gần 20 năm, từ năm 1990 đến năm 2009. Khẩu hiệu giám mục của ông là "Chân lý trong tình thương".
Ngoài việc quan tâm đến đời sống tôn giáo, giám mục Sang còn viết, xuất bản nhiều đầu sách khác nhau về văn thơ với bút danh Bạch Lạp, Tông Đồ, Người Quan Sát. Ông cũng từng được ngỏ ý mời vào hội nhà văn.
Giám mục Nguyễn Văn Sang quê ở Hoài Đức, ngoại thành Hà Nội, có chí hướng tu trì từ nhỏ. Sau quá trình tu học, năm 1954, chủng sinh Sang cùng với Đại chủng viện di cư vào Nam, sau đó từ bỏ ý định, trở lại Hà Nội tu học và thụ phong linh mục năm 1958. Sau quá trình công tác mục vụ, năm 1979, linh mục Sang được bổ nhiệm làm linh mục chính xứ Nhà thờ Lớn Hà Nội, Tổng quản miền Hà Nội.
Năm 1981, Tòa Thánh chọn linh mục Nguyễn Văn Sang làm Giám mục Phụ tá Hà Nội. Sau cái chết của Hồng y, Tổng giám mục Hà Nội Giuse Maria Trịnh Văn Căn, khi ấy đang làm Giám quản Giáo phận Thái Bình sau khi Giám mục Giuse Maria Đinh Bỉnh qua đời, giám mục Nguyễn Văn Sang được bổ nhiệm làm Giám mục chính tòa Giáo phận Thái Bình vào cuối năm 1990. Giám mục Sang có cách tiếp cận và đề nghị khéo léo với các cấp chính quyền để đề nghị các nhu cầu của Giáo phận. Ngoài công tác mục vụ, ông cũng thường làm các công tác từ thiện. Ông giữ chức vụ Giám mục Thái Bình đến khi nghỉ hưu năm 2009.
Tại Hội đồng Giám mục Việt Nam, Nguyễn Văn Sang từng giữ nhiều chức vụ quan trọng khác nhau: Tổng Thư ký (1983 – 1989), Phó Chủ tịch (1989 – 1995), Chủ tịch Ủy ban Giáo dân (1995 – 2004).
Năm 2004, Chủ tịch nước trao tặng Giám mục Nguyễn Văn Sang Huân chương Đại đoàn kết dân tộc. Sau khi nghỉ hưu, Nguyễn Văn Sang được mời trở thành thành viên Mặt trận Tổ Quốc, Quốc hội nhưng ông quyết định từ chối.

## Thân thế và tu tập
Giám mục Nguyễn Văn Sang sinh ngày 8 tháng 1 năm 1931 tính theo các giấy tờ chính thức, còn về các giấy tờ thuộc tôn giáo, ông chọn ngày 8 tháng 1 năm 1932 làm ngày sinh chính thức. Nguyễn Văn Sang sinh tại giáo xứ Lại Yên, thuộc huyện Hoài Đức, tỉnh Hà Đông (nay thuộc xã Lại Yên, huyện Hoài Đức, thành phố Hà Nội), thuộc Tổng giáo phận Hà Nội. Cậu bé Nguyễn Văn Sang được cho học tại trường nhà xứ Hà Nội Gendreau và được linh mục giám đốc là linh mục Hạnh tuyển làm giúp lễ, chính vì thế, ước muốn tu tập của cậu nảy sinh. Thấy cậu bé Sang có chí hướng tu tập, gia đình cho cậu theo học tại Tiểu Chủng viện Hoàng Nguyên, rồi Đại Chủng viện Xuân Bích. Sau 2 năm học tại trường Trung học Pháp, cậu tốt nghiệp với bằng Tú tài Sinh ngữ, Triết học.
Tháng 10 năm 1954, toàn khối giáo sư và đại chủng sinh Đại chủng viện Xuân Bích đã di cư vào Nam và tập kết tại Vĩnh Long, thì nhận được lời kêu gọi "trở về" của Đại diện Tông Tòa Hạt Đại diện Tông Tòa Hà Nội là Giám mục Giuse Maria Trịnh Như Khuê. Chủng sinh Nguyễn Văn Sang đơn độc trở về Hà Nội vào cuối tháng 10, đáp lời kêu gọi của giám mục Khuê. Trở về giáo phận, chủng sinh Sang vừa đi làm công nhân tại xưởng in Têrêsa, vừa theo học chương trình Thần học tại Tiểu chủng viện Thánh Gioan trong khoảng thời gian từ năm 1955 đến 1958. Thời gian học Đại chủng viện, thực tế chỉ có duy nhất chủng sinh Nguyễn Văn Sang được 6 giáo sư giảng dạy, vì chủng viện chỉ có một mình ông là Chủng sinh.

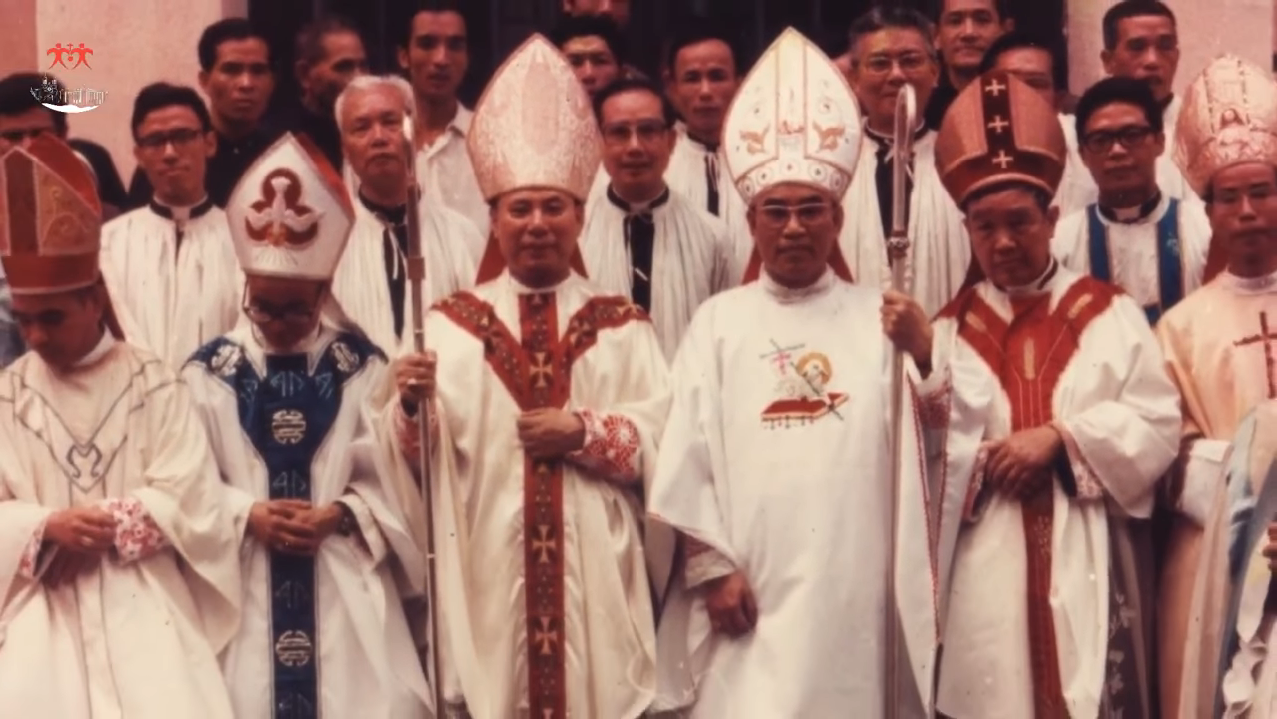
Lễ phong giám mục Nguyễn Tùng Cương, linh mục Sang đứng ở giữa, sau hàng giám mục, giữa Hồng y Trịnh Văn Căn và tân giám mục Cương

## Linh mục
Ngày 18 tháng 4 năm 1958, sau khi học tập đầy đủ theo Giáo luật, Phanxicô Xaviê Nguyễn Văn Sang được thụ phong Linh mục do Đại diện Tông Tòa Hà Nội Giuse Trịnh Như Khuê chủ phong tại Nhà thờ Lớn Hà Nội. Sau ngày thụ phong, tân linh mục Sang được giám mục Khuê điều về trợ giúp giáo xứ Hàm Long và làm Giáo sư Tiểu chủng viện Thánh Gioan Hà Nội.
Năm 1964, linh mục Sang được bổ nhiệm giữ chức thư ký văn phòng Toà Tổng Giám mục. Đại chủng viện Thánh Giuse Hà Nội mở khoá đầu tiên (đầu năm 1970), ông trở thành Giáo sư quan trọng của Đại chủng viện này trong suốt khoảng thời gian từ năm 1973 đến năm 1981.
Năm 1978, linh mục Nguyễn Văn Sang tháp tùng Giám mục Phêrô Maria Nguyễn Huy Quang, giám mục chính tòa Giáo phận Hưng Hoá đến Rôma nhằm mục đích tham gia Hội nghị Truyền giáo, do Thánh Bộ Truyền giáo Tòa Thánh tổ chức. Cũng trong dịp này, linh mục Sang cũng được tham dự 2 lễ an táng (Giáo hoàng Phaolô VI và Giáo hoàng Gioan Phaolô I) và 2 lễ đăng quang của Giáo hoàng là các giáo hoàng Gioan Phaolô I và Gioan Phaolô II.
Năm 1979, ông tháp tùng Tân Tổng giám mục Hà Nội Giuse Maria Trịnh Văn Căn sang Rôma nhận mũ Hồng y. Khi trở về, linh mục Sang được hồng y Căn bổ nhiệm kiêm nhiệm nhiều chức vụ mới là linh mục Chánh xứ nhà thờ chính tòa Hà Nội và Tổng quản khu vực Hà Nội. Các chức vụ này trước đây do chính Hồng y Trịnh Văn Căn đảm nhận.

## Giám mục

### Giám mục Phụ tá Tổng giáo phận Hà Nội
Ngày 24 tháng 3 năm 1981, Tòa Thánh bổ nhiệm linh mục Phanxicô Xaviê Nguyễn Văn Sang làm Giám mục hiệu tòa Sarda, Giám mục phụ tá Tổng giáo phận Hà Nội, ông được tấn phong Giám mục ngày 22 tháng 4 cùng năm do Hồng y Giuse Maria Trịnh Văn Căn chủ phong, phụ phong có Tổng giám mục Tổng giáo phận Thành phố Hồ Chí Minh Phaolô Nguyễn Văn Bình và Giám mục Giáo phận Hải Phòng Giuse Maria Nguyễn Tùng Cương.
Ngày 25 tháng 4 năm 1981, Hồng y Giuse Trịnh Văn Căn đặt Tân giám mục phụ tá Nguyễn Văn Sang làm Tổng đại diện giáo phận Hà Nội, theo Giáo luật. Ngày 1 tháng 5, tân giám mục được chọn giữ chức vụ Giám đốc Đại chủng viện Hà Nội. Giám mục Sang thực tế kế nhiệm chính Hồng y Căn trong vai trò này, ông đảm nhiệm chức vụ này đến năm 1989.
Từ năm 1983 đến năm 1989, Nguyễn Văn Sang đảm trách vai trò Tổng thư ký Hội đồng Giám mục Việt Nam và giữ chức vụ này trong hai nhiệm kỳ liên tiếp. Năm 1985, ông tham dự Diễn đàn quốc tế về Hoà bình tổ chức tại Mascơva, do Giáo hội Chính Thống tổ chức. Một năm sau đó, giám mục Sang tham dự cuộc họp C.I.D.S.E. ở Bruxelles (Bỉ). Và cũng chính tại nơi này vào năm 1987, ông tham dự Hội nghị Hoà bình.
Năm 1988, Nguyễn Văn Sang là một trong 2 đại biểu dự Thượng Hội đồng Giám mục Thế giới bàn về vai trò của giáo dân. Tháng 4 năm 1989, ông đại diện Hồng y Căn tham dự Đại hội Thánh Thể quốc tế tổ chức tại Seoul (Hàn Quốc) và đầu năm 1990 thì tham dự Hội nghị Hoà bình ở Milan.

### Giám quản và Giám mục chính tòa Thái Bình
Tháng 5 năm 1990, theo một nguồn tin, Tòa Thánh chọn Giám mục phụ tá Hà Nội Phanxicô Xaviê Nguyễn Văn Sang làm Giám quản Tông Tòa Giáo phận Thái Bình. Tuy vậy, chính giám mục Sang từng xác nhận việc giám mục Phaolô Bùi Chu Tạo giữ vai trò giám quản trong những ngày giáo phận Thái Bình trống tòa. Ngày 3 tháng 12 cùng năm, Tòa Thánh bổ nhiệm giám mục này làm Giám mục chính tòa Giáo phận Thái Bình. Giáo hoàng Gioan Phaolô II gọi điện, đề nghị tặng một chiếc xe cho giám mục Sang làm mục vụ tại nhiệm sở mới, tuy vậy Nguyễn Văn Sang không nhận chiếc xe này.
Giám mục Nguyễn Văn Sang khắc khoải nhắc về thời gian đầu nhận giáo phận, ông đã quỳ xuống bến phà Tân Đệ và hôn mặt đất nơi này, sau đó vào nhà thờ Chính toà Thái Bình. Ông đánh giá giáo dân nơi đây rất sốt sắng nhưng bảo thủ, vì ảnh hưởng bởi sự giáo dục của các linh mục Dòng Đa Minh. Giám mục Sang nhắc nhớ lại cái nhìn không thiện cảm đối với tân giám mục của một số người, trong đó các cả linh mục, cả những tiếng nói hoài nghi về khả năng quản lý giáo phận của vị tân chức. Trước việc bổ nhiệm này, phía chính quyền địa phương có thành kiến với giám mục Sang, đánh giá rằng vị giám mục đang có vị trí cao trong Hội đồng giám mục, công tác tại Thủ đô được bổ nhiệm đến Thái Bình, có thể là nội gián của Vatican. Vì thế, trong suốt 2 năm, giám mục Sang không thể xin được Hộ khẩu, các chuyến công tác ngoại quốc đều không được cấp phép. Ngoài ra, chính quyền địa phương từng gửi thư tố cáo giám mục Nguyễn Văn Sang 10 tội trạng khác nhau.
Trong thời kỳ "mở cửa", giám mục Sang dễ dàng thực hiện các công tác mục vụ hơn các vị tiền nhiệm. Ông tiến hành viếng thăm các giáo xứ, xúc tiến phong trào học hỏi Thánh Kinh và xóa đói giảm nghèo (1993), kêu gọi UNICEF tài trợ 500 giếng nước sạch cho giáo dân (1997),... Chính những hoạt động này góp phần nâng cao chất lượng đời sống cả về mặt tôn giáo lẫn xã hội.
Năm 1996, Giám mục Nguyễn Văn Sang xin Tòa Thánh cho tổ chức Năm Thánh Giáo phận Thái Bình nhân dịp kỷ niệm 60 năm thành lập Giáo phận và 90 năm xây dựng Nhà thờ chính tòa. Kết quả, Tòa Thánh quyết định ban ơn Toàn Xá trong ba Năm Thánh liên tiếp (1996, 1997, 1998) cho Giáo phận. Nói về vấn đền tự do tôn giáo ở Việt Nam, trong một cuộc phỏng vấn năm 2000 với phóng viên của CNS Hoa Kỳ, trong dịp Tổng thống Bill Clinton sang thăm Việt Nam giám mục Nguyễn Văn Sang cho biết ông quan niệm dù bất kỳ quốc gia nào, có tôn giáo như Ý, Afghanistan đều không bao giờ có tự do tín ngưỡng, tự do tôn giáo hoàn toàn, tuyệt đối. Làm rõ hơn về nhận định này, giám mục Sang đánh giá đó là vấn đề của mỗi quốc gia, hệ thống chính trị khác nhau và vấn đề tự do tôn giáo ở Việt Nam hiện tiến triển rất nhiều. Việc này cũng được nhắc đến trong bài viết "Những tiếng nói thiện chí của các tổ chức, cá nhân ở nước ngoài và trong nước về tự do tôn giáo ở Việt Nam" đăng trên trang web của Ban Tôn giáo Chính phủ Việt Nam. Để hàn gắn và hòa giải những mâu thuẫn trong quá khứ, Giám mục Nguyễn Văn Sang có những hành động thực tế. Năm 2000, tại nhà thờ Cao Mại, cơ sở tôn giáo từng bị đốt năm 1950 vì những khác biệt lương giáo. Cử hành lễ tại đây, đến nghi thức chúc bình an, giám mục Nguyễn Văn Sang mời gọi mọi người bắt tay và ôm hôn nhau. Chính giám mục Sang, nơi cung thánh nhà thờ này, đã ôm hôn một vị Hòa thượng, ông Bí thư và ông Chủ tịch. Ông giải thích việc làm trên là biểu lộ của sự tha thứ và hòa hợp.
Trong vai trò Chủ tịch Ủy ban Giáo dân trực thuộc Hội đồng Giám mục Việt Nam, giám mục Nguyễn Văn Sang nhiều lần dẫn đầu các phái đoàn các giáo dân trẻ tuổi tham gia Đại hội Giới trẻ Công giáo Thế giới như tổ chức tại Pháp, Ý, Canada,... và tổ chức thành công nhiều cuộc hội thảo khoa học về chủ đề "Hội nhập văn hoá" như Văn hoá Công giáo Việt Nam (năm 2000); Sống đạo theo cung cách Việt Nam (năm 2003).
Năm 2004, Giám mục Nguyễn Văn Sang được Chủ tịch nước tặng Huân chương Đại đoàn kết dân tộc.
Giám mục Nguyễn Văn Sang có cách hành xử khôn léo với chính quyền các cấp, ông thường nhiều lần đến thăm, chúc Tết các cơ quan trung ương và khéo léo đề nghị những vấn đề liên quan đến ích lợi của giáo phận. Trong sự kiện tranh chấp đất đai tại Hà Nội năm 2008 tại Tòa Khâm sứ cũ 42 Nhà Chung và 178 Nguyễn Lương Bằng, Giám mục Nguyễn Văn Sang âm thầm thương thuyết với chính quyền, dàn xếp giữa Tòa Giám mục lẫn Dòng Chúa Cứu Thế Hà Nội nhưng sự việc lại bất thành. Giám mục Sang cho rằng ông viết các bài báo tôn trọng công lý và sự thật, gây mất lòng cả đôi bên nhưng trung dung và tế nhị, lấy từ những hiểu biết về quá khứ của mình do đó nhận được đánh giá từ các nhân vật chính quyền là có tinh thần xây dựng.
Tuy còn khó khăn, nhưng Giám mục Nguyễn Văn Sang còn là một mạnh thường quân lớn cho các công trình từ thiện như các giếng nước khoan, quỹ tín dụng cho người nghèo, các phòng khám từ thiện. Cụ thể, có 800 giếng nước được khoan hoặc đào để phục vụ cộng đồng không phân biệt tôn giáo. Ngoài ra, hàng trăm nghìn đôla cho vay không lấy lãi, thường mất cả vốn cho vay.
Giáo phận Thái Bình thời Giám mục Sang quản lý có thêm 38 giáo xứ mới và 2/3 số linh mục của giáo phận tính đến năm 2011 được giám mục Sang truyền chức. Thời kỳ giám mục Sang cai quản cũng tiến hành xây dựng công trình nhà thờ chính toà và hoàn thành sau 3 năm xây dựng, cung hiến ngày 13 tháng 10 năm 2007. Trong giai đoạn cuối cùng của thời gian đảm nhiệm vai trò Giám mục chính tòa Thái Bình, các dòng tu nam nữ tại giáo phận phát triển mạnh mẽ. Việc xây nhà thờ chính tòa Thái Bình năm 2007, Giám mục Sang đóng vai trò quan trọng trong việc tìm kiếm kinh phí: ông đi ra nước ngoài để vận động, đến các Trung tâm hành hương quốc tế để xin bổng lễ. Nhằm kiện toàn hơn nhân sự cho Giáo phận, giám mục Sang đã quyết định gửi nhiều lớp chủng sinh theo học Đại Chủng viện Hà Nội, Đại Chủng viện Sao Biển (Nha Trang), mở lại Chủng viện Mỹ Đức (năm 2008),... Về Đại hội Giới Trẻ Công giáo miền Bắc, chính giám mục Nguyễn Văn Sang là người đưa ra sáng kiến tổ chức.
Giám mục Sang cũng rất kĩ tính trong việc chọn giám mục kế vị mình: khi nhận được tin Bộ Truyền giáo đề nghị một nhân sự ở phía Nam ra tiếp quản giáo phận, Giám mục Sang tỏ vẻ không đồng tình vì cho rằng phía Bắc, Giáo hội cũng có nhiều người tài. Tòa Thánh quyết định chọn Giám mục Phêrô Nguyễn Văn Đệ, Giám mục phụ tá Giáo phận Bùi Chu, làm Giám mục chính tòa Giáo phận Thái Bình, kế vị giám mục Sang.
Các công việc chính yếu thời kỳ giám mục Nguyễn Văn Sang cai quản Giáo phận Thái Bình là công tác đào tạo linh mục, cho tái khai mở chủng viện Mỹ Đức, gửi một số linh mục đi du học ngoại quốc, khôi phục lại các hội đoàn và dòng tu, trùng tu các cơ sở tôn giáo. Ngoài ra, Nguyễn Văn Sang còn là nhà hòa giải tích cực giữa các thành phần trong giáo hội và xã hội.

## Nghỉ hưu và qua đời
Ngày 6 tháng 7 năm 2009, hồng y Ivan Dias và giám mục Robert Sarah gửi thư đến Giám mục Nguyễn Văn Sang, công bố việc sẽ công bố tin bổ nhiệm Tân giám mục chính tòa Thái Bình là Giám mục Phêrô Nguyễn Văn Đệ sau đó vào ngày 25 cùng tháng. Đúng như thông báo trước đó, ngày 25 tháng 7 năm 2009, Tòa Thánh chính thức loan báo giáo hoàng đã chấp thuận đơn từ nhiệm Giám mục chính tòa Thái Bình của Giám mục Nguyễn Văn Sang, bổ nhiệm giám mục phụ tá Giáo phận Bùi Chu Nguyễn Văn Đệ kế vị. Cùng trong bản tin này, Giáo hội Việt Nam còn có nhiều tin bổ nhiệm khác như: giáo hoàng chấp thuận đơn xin hồi hưu của giám mục chính tòa Giáo phận Phan Thiết Phaolô Nguyễn Thanh Hoan, đồng thời bổ nhiệm Giám mục Giuse Vũ Duy Thống kế nhiệm, bổ nhiệm Giám mục chính tòa Giáo phận Phát Diệm Giuse Nguyễn Năng và giám mục phụ tá Giáo phận Xuân Lộc Tôma Vũ Đình Hiệu. Sau khi Nguyễn Văn Sang về hưu, có cán bộ mong muốn mời Giám mục Sang sau khi nghỉ hưu sẽ tham gia Mặt trận Tổ Quốc hay Quốc hội nhưng Giám mục Sang từ chối.
Trưa ngày 25 tháng 8 năm 2017, Tòa giám mục Giáo phận Thái Bình ra thông báo về tình trạng sức khỏe giảm sút của giám mục Nguyễn Văn Sang. Tòa giám mục cũng xin mọi người cầu nguyện cho thời khắc lâm chung của vị nguyên giám mục giáo phận.
Giám mục Nguyễn Văn Sang qua đời vào khoảng 19 giờ ngày 5 tháng 10 năm 2017. Sau khoảng thời gian dài cử hành các thánh lễ cầu nguyện và kính viếng, sáng ngày 9 tháng 10 năm 2017, lễ an táng cố giám mục được cử hành. Thánh lễ an táng do Hồng y Tổng giám mục Tổng Giáo phận Hà Nội Phêrô Nguyễn Văn Nhơn chủ tế, với sự tham gia của đông đảo giám mục, linh mục, tu sĩ và giáo dân, Giám mục Giáo phận Hải Phòng Giuse Vũ Văn Thiên phụ trách phần giảng lễ, nghi thức tiễn biệt do giám mục chính tòa Thái Bình Phêrô Nguyễn Văn Đệ chủ sự và giám mục Giáo phận Đà Nẵng Giuse Đặng Đức Ngân chủ sự nghi thức tại huyệt mộ. Giám mục Nguyễn Văn Sang được an táng tại Hầm mộ Nhà thờ chính tòa Giáo phận Thái Bình.

## Văn học
Giám mục Nguyễn Văn Sang viết nhiều sách, với gần 100 đầu sách, trong đó có nhiều cuốn được xuất bản: Bước đường hành hương (3 tập, Nhà xuất bản Hà Nội), Hành hương và Thăm viếng (2 tập, Nhà xuất bản Hội Nhà Văn), Đối thoại Tôn giáo (3 tập, Nhà xuất bản Tôn giáo), Đời dâng hiến (Nhà xuất bản Tôn giáo),... Tính đến cuối năm 2009, giám mục Sang đã cho xuất bản gần 20 đầu sách liên kết với Nhà xuất bản Hà Nội, Nhà xuất bản Hội Nhà văn (cuốn Hành hương và thăm viếng tái bản đến 3 lần), Nhà xuất bản Tôn giáo... Sách dịch của giám mục Nguyễn Văn Sang cũng có 5 cuốn, thơ 2 tập, và còn cả chủ đề kịch... Các tác phẩm văn học của Giám mục Nguyễn Văn Sang đa phần đều có các chủ đề đời thường và thân thuộc, ít tác phẩm có nội dung về tôn giáo. Vào thời điểm thập niêm 1980 đầy khó khăn, ít có người được sang nước ngoài, các tường thuật được chứa đựng trong quyển sách Bước đường Hành hương của giám mục Nguyễn Văng Sang gây được sự chú ý. Nội dung của cuốn sách này nói về vùng Đất Thánh, Rôma, Paris và kể cả các nghi thức bầu cử và tang lễ của giáo hoàng là chủ đề hấp dẫn đối với người Công giáo.
Giám mục Nguyễn Văn Sang cũng không ngại tiếp xúc giới báo chí và thường xuyên thực hiện nhiều cuộc phỏng vấn. Ông cũng từng được mời làm thành viên Hội nhà văn nhưng từ chối đề nghị này.

## Nhận định
Trong lễ an táng Giám mục Phanxicô Xaviê Nguyễn Văn Sang, giám mục Giuse Vũ Văn Thiên có lời nhận định:
| “ | Đức cha Phanxicô của chúng ta với vai trò của một chủ chăn Giáo phận, đã từng là Giám đốc Chủng viện, với cương vị Tổng thư kí, Phó Chủ tịch Hội đồng Giám mục Việt Nam, Chủ tịch Ủy ban Giáo dân trực thuộc Hội đồng Giám mục Việt Nam trong 2 nhiệm kì liên tiếp, ngài đã đi nhiều nơi, gặp gỡ nhiều người, vượt qua nhiều ranh giới, đối thoại với nhiều tầng lớp, không phân biệt tôn giáo, giàu nghèo để hoàn thành sứ vụ một tông đồ của Chúa. | ” |

Trong Hồi ký của mình, giám mục Phaolô Lê Đắc Trọng đánh giá:
| “ | Đức Cha Sang đi Thái Bình, nhẹ cho Hà Nội một phần, vì ngài nhẹ nhàng dễ dãi với [Ủy ban] Đoàn Kết mà ở Địa phận thủ đô thì tai hại cho toàn thể giáo đoàn Việt Nam. Miền Bắc, nhất là Hà Nội, đã trải qua bao vất vả để giữ toàn vẹn lòng trung thành, bây giờ thảng hoặc lại lâm cảnh như Sài Gòn, thì khốn khổ. | ” |

## Tông truyền
Giám mục Phanxicô Xaviê Nguyễn Văn Sang được tấn phong giám mục năm 1981, thời Giáo hoàng Gioan Phaolô II, bởi:
- Giám mục Chủ phong: Hồng y Giuse Maria Trịnh Văn Căn, Tổng giám mục đô thành Tổng giáo phận Hà Nội.
- Hai giám mục Phụ phong: Phaolô Nguyễn Văn Bình, Tổng giám mục đô thành Tổng giáo phận Thành phố Hồ Chí Minh và giám mục Giuse Maria Nguyễn Tùng Cương, giám mục chính tòa Giáo phận Hải Phòng.

Giám mục Phanxicô Xaviê Nguyễn Văn Sang là Giám mục Phụ phong cho các giám mục:
- Năm 1991, giám mục Giuse Nguyễn Phụng Hiểu, hiện đang là cố giám mục chính tòa Giáo phận Hưng Hóa.
- Năm 1999, giám mục Giuse Trần Xuân Tiếu, hiện đang là nguyên giám mục chính tòa Giáo phận Long Xuyên.
- Năm 1999, giám mục Giuse Ngô Quang Kiệt, hiện đang là nguyên Tổng giám mục đô thành Tổng giáo phận Hà Nội.
- Năm 2001, giám mục Giuse Hoàng Văn Tiệm, hiện đang là cố giám mục chính tòa Giáo phận Bùi Chu.
- Năm 2003, giám mục Giuse Vũ Văn Thiên, hiện đang là Tổng giám mục đô thành Tổng giáo phận Hà Nội.

Dưới đây là sơ đồ tính Tông truyền từ giám mục Việt Nam đầu tiên được giám mục ngoại quốc chủ phong cho đến đời Giám mục Nguyễn Văn Sang.